# 1637
سنة 1637 كانت سنة بسيطة تبدأ يوم الخميس حسب التقويم اليولياني.

## أحداث
- 20 سبتمبر - التوقيع على معاهدة بين سلطان المغرب محمد الشيخ الصغير وتشارلز الأول ملك إنجلترا.

## مواليد
- صالح بن مهدي المقبلي

## وفيات
- بن جونسون
- روبرت فلود